# Данн, Райан (баскетболист)
Райан Кристиан Данн (англ. Ryan Christian Dunn; род. 7 января 2003, Болдуин, Нью-Йорк) — американский профессиональный баскетболист клуба НБА «Финикс Санз».

## Ранние годы и карьера в школе
Данн вырос в Болдуине, округ Нассо, штат Нью-Йорк. Сначала он посещал Академию Оук-Хилл в Маус-оф-Уилсон, штат Виргиния, как студент-интернат, где играл в третьей баскетбольной команде школы. После второго курса он перевёлся в среднюю школу Лонг-Айленд Лютеран. Данн набирал в среднем 9 очков и 4 передачи за игру в предпоследнем классе .
После окончания Лонг-Айленд Лютеран он решил поступить в школу Перкиомен из Пеннсбурга, штат Пенсильвания, на последний год обучения. За свой единственный год он набирал в среднем 11,9 очков и 7,1 подборов. В то же время Данн сделал 38 перехватов и 30 блок-шотов в 27 играх.
Он привел Перкиомен к их первому появлению на чемпионате штата вместе с Ксайвиан Ли и Томасом Хафом. Они прошли квалификацию на Национальный подготовительный турнир в том же году. Данн был оценен как четырёхзвёздочный рекрут и обязался играть в Виргинии, отклонив предложения от «Миннесоты», «Питтсбурга», Южной Каролины, «Оклахома Стэйт» и «Джорджтауна».

## Карьера за колледж
Данн был ключевым игроком запаса во время своего первого года обучения в «Виргинии». В среднем он набирал 2,6 очка, делал 2,9 подбора и 1,1 блок-шота в 31 игре, сыгранной им в первый сезон. Будучи студентом второго курса, Данн в среднем набирал 8,1 очка, делал 6,9 подборов, 2,3 блок-шота и 1,3 перехвата за игру. По окончании сезона он выставил свою кандидатуру на драфт НБА 2024 года, где его считали лучшим доступным защитником.

## Профессиональная карьера

### Финикс Санз (2024—настоящее время)
26 июня 2024 года Данн был выбран командой «Денвер Наггетс» под общим 28-м номером на драфте НБА 2024 года, однако сразу же в эту ночь он был обменён вместе с общим 56-м номером  драфта и выборами во вторых раундах в 2026 и 2031 годах на общий 22-й номер драфта. 2 июля он подписал контракт с «Финиксом».
Данн дебютировал в НБА 23 октября, набрав 2 очка, 2 подбора, перехват и блок-шот за почти 9 минут победной игры против «Лос-Анджелес Клипперс» (116:113). Всего через три дня, в своей третьей игре, Данн впервые вышел в стартовом составе «Санз» из-за травмы правого локтя Брэдли Била. В той игре он набрал 13 очков, что стало рекордом сезона на тот момент, а команда победила «Даллас Маверикс» со счётом 114:102. 31 октября Данн набрал 16 очков, в победной игре против «Лос-Анджелес Клипперс» (125:119). 16 января Данн сделал свой первый дабл-дабл в профессиональной карьере, набрав 18 очков (8/12 бросков, включая 2/3 трёхочковых) и 11 подборов в качестве стартового игрока в победном матче против «Вашингтон Уизардс» (130:123). 11 апреля Данн набрал рекордные для себя 26 очков и сделал 11 подборов, что стало рекордом его карьеры, в победе над «Сан-Антонио Спёрс» со счётом 117:98.

## Личная жизнь
Райан — младший брат питчера Главной лиги бейсбола Джастина Данна.

## Статистика

### Статистика в НБА
| Сезон                                                                                    | Команда | Регулярный сезон | Регулярный сезон | Регулярный сезон | Регулярный сезон | Регулярный сезон | Регулярный сезон | Регулярный сезон | Регулярный сезон | Регулярный сезон | Регулярный сезон | Регулярный сезон | Серия плей-офф | Серия плей-офф | Серия плей-офф | Серия плей-офф | Серия плей-офф | Серия плей-офф | Серия плей-офф | Серия плей-офф | Серия плей-офф | Серия плей-офф | Серия плей-офф |
| Сезон                                                                                    | Команда | GP               | GS               | MPG              | FG%              | 3P%              | FT%              | RPG              | APG              | SPG              | BPG              | PPG              | GP             | GS             | MPG            | FG%            | 3P%            | FT%            | RPG            | APG            | SPG            | BPG            | PPG            |
| ---------------------------------------------------------------------------------------- | ------- | ---------------- | ---------------- | ---------------- | ---------------- | ---------------- | ---------------- | ---------------- | ---------------- | ---------------- | ---------------- | ---------------- | -------------- | -------------- | -------------- | -------------- | -------------- | -------------- | -------------- | -------------- | -------------- | -------------- | -------------- |
| 2024/25                                                                                  | Финикс  | 74               | 44               | 19,1             | 43,0             | 31,1             | 48,7             | 3,6              | 0,8              | 0,6              | 0,5              | 6,9              | Не участвовал  | Не участвовал  | Не участвовал  | Не участвовал  | Не участвовал  | Не участвовал  | Не участвовал  | Не участвовал  | Не участвовал  | Не участвовал  | Не участвовал  |
|                                                                                          | Всего   | 74               | 44               | 19,1             | 43,0             | 31,1             | 48,7             | 3,6              | 0,8              | 0,6              | 0,5              | 6,9              | Не участвовал  | Не участвовал  | Не участвовал  | Не участвовал  | Не участвовал  | Не участвовал  | Не участвовал  | Не участвовал  | Не участвовал  | Не участвовал  | Не участвовал  |
| Наведите курсор мыши на аббревиатуры в заголовке таблицы, чтобы прочесть их расшифровку. |         |                  |                  |                  |                  |                  |                  |                  |                  |                  |                  |                  |                |                |                |                |                |                |                |                |                |                |                |

### Статистика в NCAA
| Сезон | Команда            | Conf  | Class | GP  | GS | MPG  | FG%  | 3P%  | FT%  | RPG | APG | SPG | BPG | PPG |
| --- | ------------------ | ----- | ----- | --- | -- | ---- | ---- | ---- | ---- | --- | --- | --- | --- | --- |
| 2022/23 | Виргиния Кавальерс | ACC   | FR    | 31  | 0  | 12,9 | 53,2 | 31,3 | 50,0 | 2,9 | 0,3 | 0,4 | 1,1 | 2,6 |
| 2023/24 | Виргиния Кавальерс | ACC   | SO    | 34  | 34 | 27,5 | 54,8 | 20,0 | 53,2 | 6,9 | 0,8 | 1,3 | 2,3 | 8,1 |
| Всего | Всего              | Всего | Всего | 109 | 72 | 26,7 | 62,4 | 0,0  | 61,6 | 5,3 | 2,3 | 0,8 | 1,2 | 9,9 |
| Наведите курсор мыши на аббревиатуры в заголовке таблицы, чтобы прочесть их расшифровку Статистика приведена с сайта sports-reference.com |                    |       |       |     |    |      |      |      |      |     |     |     |     |     |